# 5851 Inagawa
5851 Inagawa eller 1991 DM1 är en asteroid i huvudbältet som upptäcktes den 23 februari 1991 av de båda japanska astronomerna Shigeru Inoda och Takeshi Urata i Karasuyama. Den är uppkallad efter den japanska staden Inagawa.
Den tillhör asteroidgruppen Eunomia.